# فيغوتسولو
فيغوتسولو (بالإيطالية: Viguzzolo)‏ هي بلدية في مقاطعة ألساندريا في إقليم بييمونتي في إيطاليا.

## السكان
في سنة 1861 بلغ عدد السكان 2٬493 نسمة، وتطور العدد ليصل في سنة 2011 لـ 3٬209 نسمة.
يظهر هذا المخطط البياني تطور النمو السكاني لـ فيغوتسولو